# Шаво Одаджян
Шаварш „Шаво“ Одаджян (на арменски: Շավարշ „Շավո“ Օդաջյան) е армено-американски автор на песни, мулти-инструменталист, режисьор на музикални клипове, артист-художник. Известен е като басист и беквокал на метъл бандата „System of a Down“.

## Биография
Одаджян е роден на 22 април 1974 г. в Ереван, Арменска ССР. Премества се да живее в Лос Анджелис в детството си, заедно със своето семейство, където учи в арменско училище. Там среща бъдещите членове на групата – Дарън Малакян и Серж Танкян. В детството си спомня основно скейтбординга и музиката, която е слушал – пънк рок и хевиметъл. Казва, че сред групите, които са повлияли творчеството му са и Kiss, Бийтълс и Black Sabbath

## System of a Down
Докато е в колежа (където учи психология и изкуства) и работи в банка, Одаджян започва да управлява групата заедно с Дарън Малакян и Серж Танакян през 1993 година. Одаджян се запознава с тях в звукозаписно студио, където записва с друга група. В свое ранно интервю Одаджян казва:

Бях мениджър на групата и нямахме демо касети, нямахме пари, но искахме да свирим и да правим шоу. Работех в банка и между трансферите звънях на различни студиа

През 1995 г. Одаджян става постоянен басист в групата. Кръщават групата System of a Down по стих на Дарън Малакян.
Одаджян свири на бас китарата в System of a Down, а също пее беквокали.